# 농촌진흥청 고객지원센터
농촌진흥청 고객지원센터는 농촌진흥과 관련된 모든 유형의 민원을 총괄하는 창구를 단일화하기 위해 설립된 대한민국 농촌진흥청 소속기관으로 고객지원센터장(4급 상당)은 서기관·농업연구관 또는 농촌지도관으로 보한다. 경기도 수원시 권선구 수인로 126번지에 위치하고 있다. 2013년 3월 23일에 폐지되었다.

## 연혁
- 2005년 8월      농촌진흥청 종합기술상담센터 설립
- 2012년 6월 1일 농촌진흥청 차장 직속 고객지원센터로 개편